# آرامگاه بابا لقمان
مقبره لقمان بابا آرامگاه لقمان سرخسی و مربوط به سدهٔ ۸ ه‍.ق است و در سرخس، ۳ کیلومتری شمال شهر واقع شده و این اثر در تاریخ ۱۵ دی ۱۳۱۰ با شمارهٔ ثبت ۱۶۵ به‌عنوان یکی از آثار ملی ایران به ثبت رسیده‌است.

## موقعیت و ویژگی‌های بنا
آرامگاه لقمان، بنایی عظیم و آجری در شهرستان سرخس در منتهی‌الیه شمال شرقی ایران است. این بنای آجری در فاصله بسیار کمی از مرز ایران و ترکمنستان قرار دارد.
این بنا پس از هزار سال، هنوز ابهت و صلابت خود را حفظ کرده و در میان تل‌های خاکی بخش‌های مخروبهٔ ملحقات بنا گردن فرازی می‌کند. مقبرهٔ این عارف سرخسی در یک کیلومتری شمال شهر سرخس قرار دارد.
شباهت بسیار زیادی بین این بنا و آرامگاه سلطان سنجر سلجوقی وجود دارد.
این بنا آرامگاه منسوب به بابالقمان سرخسی، عارف مشهور سده ۴، شامل گنبدی دو پوشه آجری با ایوانی بلند است همچنین نوار کمربند مانندی قسمت مدور گنبد را از ساقه و دیواره آن که بر روی قاعده چندپهلویی قرار گرفته‌است، جدا می‌کند. در بدنه هر ضلع آن، روزنه‌ای برای روشنایی درون گنبد تعبیه شده‌است؛ و تزئینات گچی، گچ بری و آجرکاری آن ممتاز است. درون طاق‌ها مزین به نقوش هندسی لوزی‌شکل (برجسته و گود) است. طول وعرض خارجی بقعه به ابعاد۷۰*۱۷۰و۴۰* ۲۶متر است. ساختمان آن از دو بخش مربع شکل متصل به هم تشکیل شده‌است. ایوان ورودی بزرگ و مرتفعی در سمت شمال و آرامگاه که در وسط چهار ضلع داخلی آن طاق نماهایی ساخته شده‌است. بقعه دارای دوطبقه و طبقهٔ دوم آن غرفه‌دار است. طرح چهارضلعی بنا در قسمت بالا به تعدادی تربنه به طرح هشت ضلعی تبدیل شده که حجم چشمگیری را در نمای خارجی آن به وجود آورده‌است؛ و گنبد کم‌خیزی بر روی استوانه بناگردیده‌است. نور داخل بقعه از چهار نورگیر مستطیل شکل در بدنه هشت ضلعی تأمین می‌شود و طاق‌نماهای داخلی بنا با آجرکاری ظریف و طرح‌های هندسی لوزی ساخته شده‌است.
این بنای تاریخی تحت شماره ۱۶۵ در شمار آثار تاریخی با ارزش ایران به ثبت رسیده‌است.

## نگارخانه

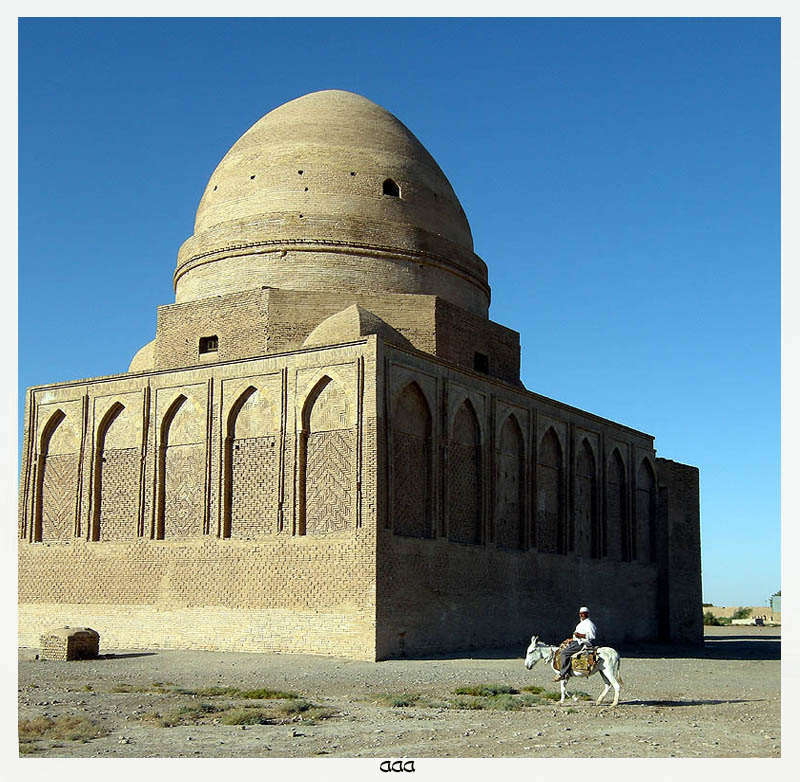
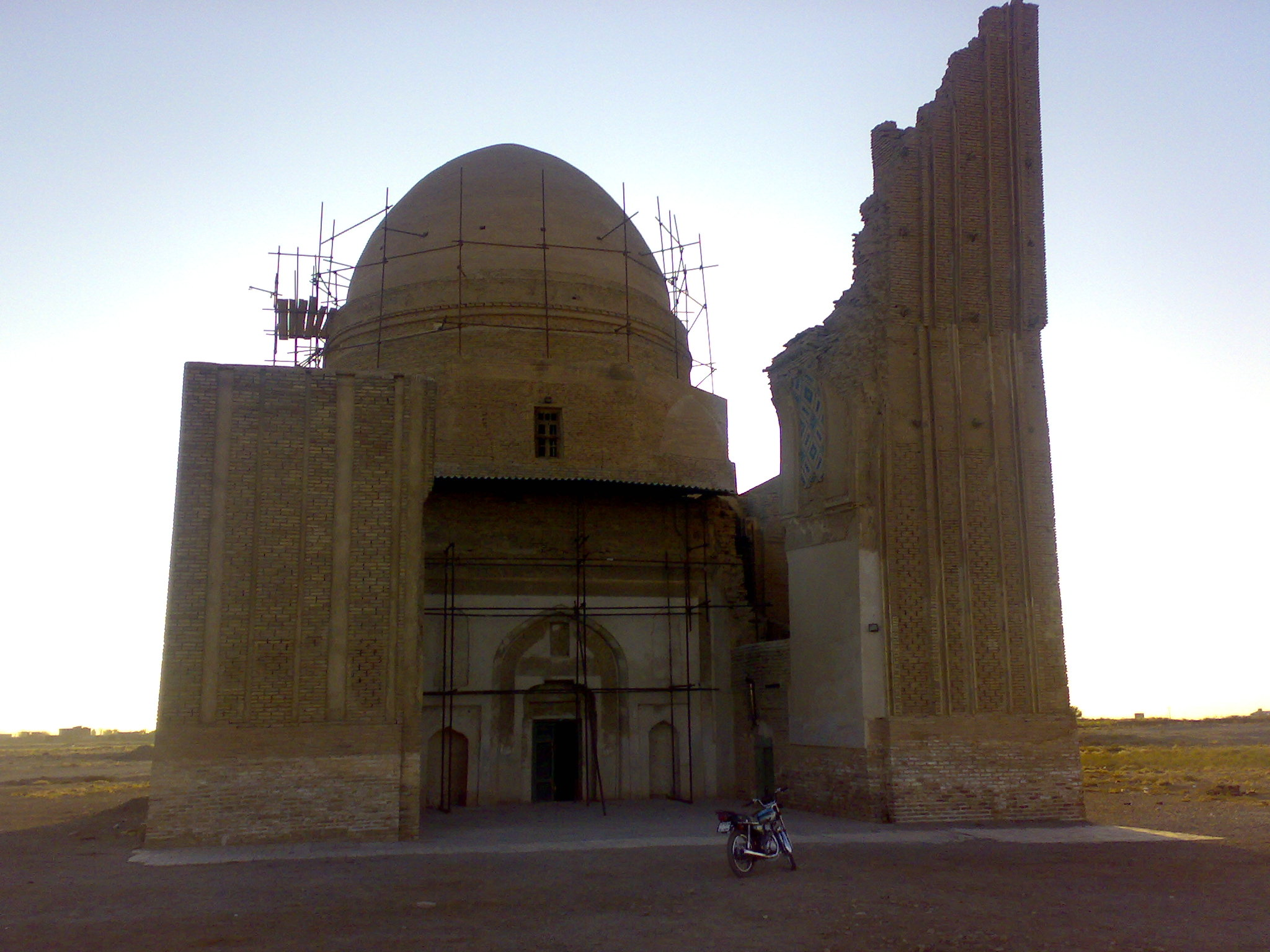